# San Lawrenz
San Lawrenz ist ein Ort auf der Insel Gozo, die zu Malta gehört. Die Einwohnerzahl beträgt 728 (Stand 31. Dezember 2020). Der Bevölkerungszahl nach ist San Lawrenz der zweitkleinste Ort der Insel Gozo und der drittkleinste Maltas insgesamt. Zur Gemeinde gehört auch die unbewohnte Insel Fungus Rock.
Die Fußballmannschaft des Ortes heißt St. Laurence Spurs F.C. und spielt derzeit in der Second Division League.

## Sehenswürdigkeiten
An der Küste vor San Lawrenz befinden sich in der Dwejra Bucht die bekannten Touristenattraktionen wie Fungus Rock, Blue Hole, Inland Sea sowie das 2017 eingestürzte Felsentor Azure Window.

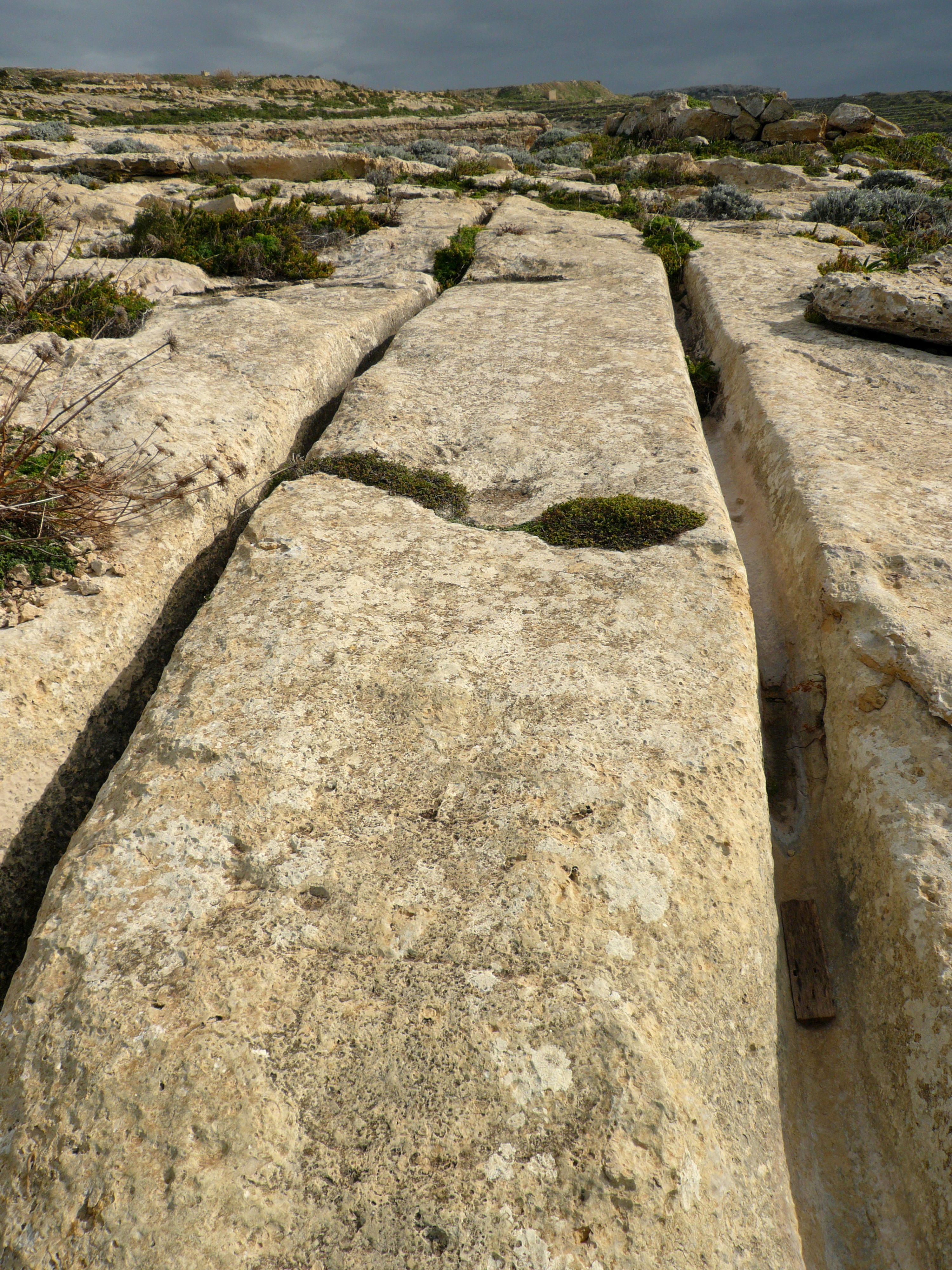
Schleifspuren (cart ruts) von Dwejra Point

## Weblinks

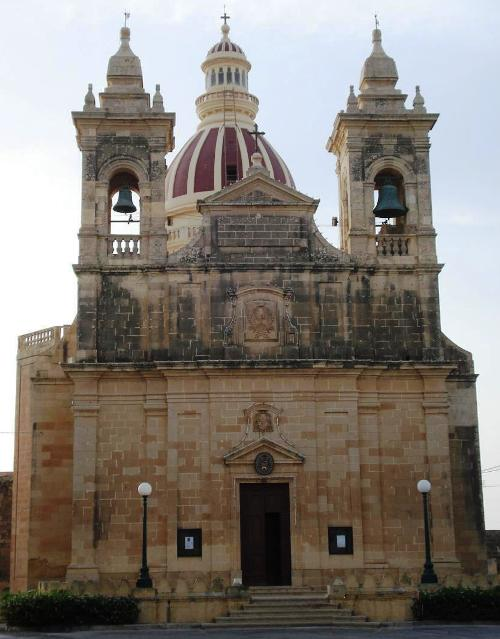
Die Kirche in San Lawrenz

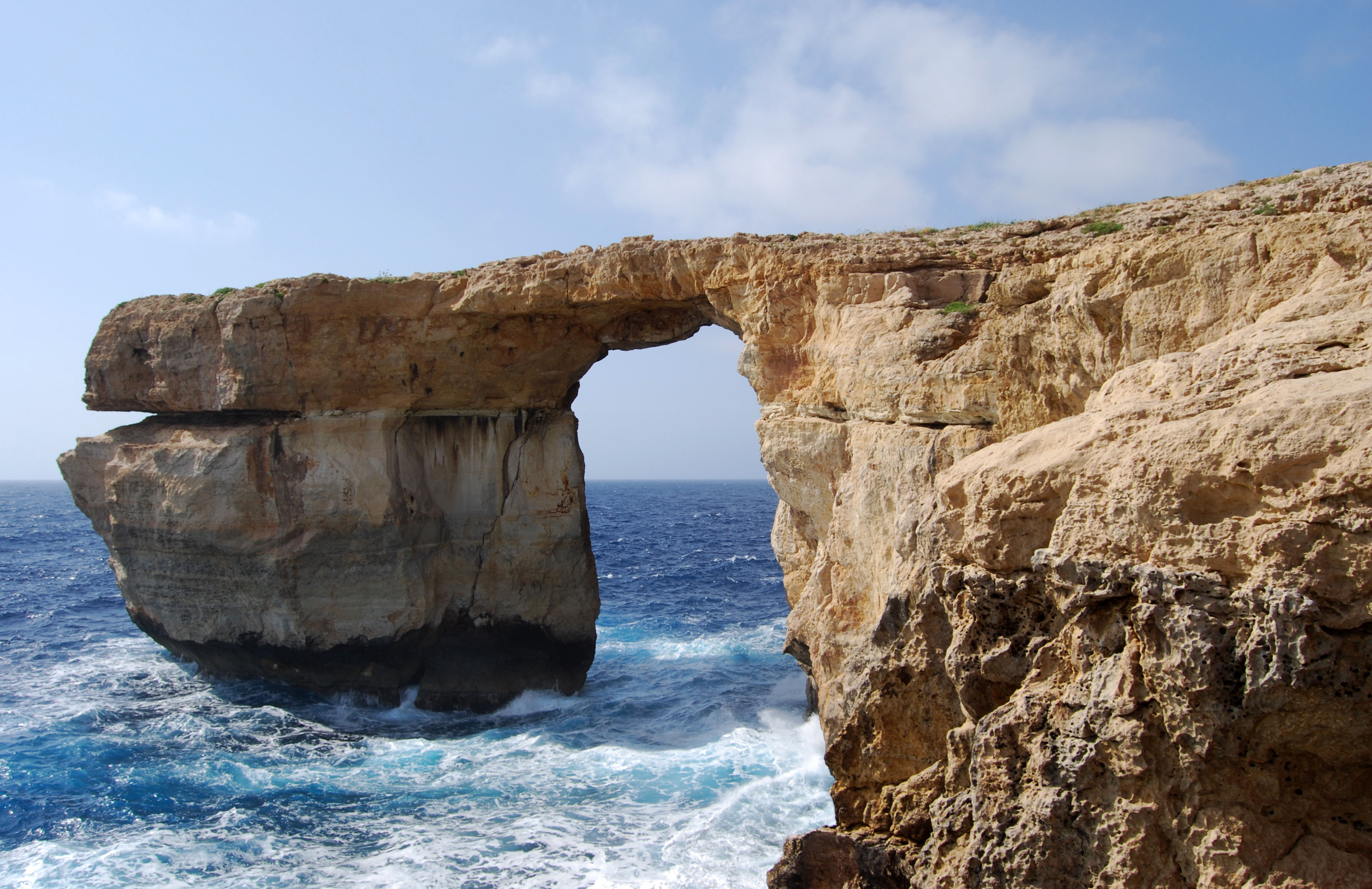
Das Azure Window bei San Lawrenz (2017 eingestürzt)